# Libor Havlíček
Libor Havlíček (* 13. říjen 1953, Třebíč) je bývalý český hokejista.
V roce 2024 obdržel ocenění v rámci akce Sportovec města Třebíče jako poděkování za celoživotní práci v tělovýchově a sportu.

## Kariéra
Střední útočník Libor Havlíček byl většinou své ligové kariéry spojen s dresem Zetoru Brno, kam přišel počátkem 70. let z SK Horácká Slavia Třebíč z Třebíče, kde se narodil, a s výjimkou dvouleté vojenské služby v Dukle Jihlava odehrál v Brně 11 let (mezi lety 1972 a 1975 a následně mezi lety 1977 a 1984).
K prvnímu ligovému zápasu nastoupil 13. října 1972 v Brně proti Plzni (9:5). V Jihlavě mezi lety 1975 a 1977 nastupoval nejčastěji v útoku s Hrbatým a Augustou, v Brně nejprve s Číhalem a Mrázem, později byli jeho spoluhráči v útoku byli i Jiřík, Nekola nebo Otoupalík. V roce 1984 odešel do zahraničí, působil delší dobu primárně v SRN, konkrétně mezi lety 1984 a 1987 v německém SC Riessersee, následně v sezóně 1987–1988 ve švýcarském ZSC Lions v Curychu a pak opět v německém SC Riessersee mezi lety 1988 a 1990, následně v sezóně 1990–1991 působil jako hrající trenér v EHC Straubling. Od roku 1991 působil jako manažer HC Kometa Brno a následně tři roky působil jako trenér HC Spartak Velká Bíteš.
Havlíček patřil k nadprůměrným ligovým útočníkům přelomu 70. a 80. let. Asi nejlepší sezónou byl ročník 1978–79, kdy hrál v zápasech reprezentace a na Mistrovství světa. Z turnaje konaném na jaře 1979 v Moskvě si odvezl stříbrnou medaili. Už od prvního utkání hrál přitom v naší první formaci s Hlinkou a Pouzarem. Na turnaji sice neskóroval, ale připsal si čtyři asistence. Celkem odehrál v reprezentaci 31 utkání, ve kterých vstřelil 5 branek. Jeho ligová bilance se zastavila na 11 sezónách, 414 utkáních a 124 brankách.

## Klubové statistiky
| Sezona  | Klub                                 | Základní část | Základní část | Základní část | Základní část | Základní část |
| Sezona  | Klub                                 | Z             | G             | A             | B             |               |
| ------- | ------------------------------------ | ------------- | ------------- | ------------- | ------------- | ------------- |
| 1972–73 | ZKL Brno                             | 31            | 3             | 6             | 9             |               |
| 1973–74 | Zetor Brno                           | 43            | 4             | 12            | 16            |               |
| 1974–75 | Zetor Brno                           | 40            | 12            | 11            | 23            |               |
| 1975–76 | Dukla Jihlava                        | 32            | 9             | 8             | 17            |               |
| 1976–77 | Dukla Jihlava                        | 44            | 21            | 21            | 42            |               |
| 1977–78 | Zetor Brno                           | 42            | 18            | 26            | 44            |               |
| 1978–79 | Zetor Brno                           | 43            | 17            | 23            | 40            |               |
| 1979–80 | Zetor Brno                           | 43            | 17            | 22            | 39            |               |
| 1980–81 | Zetor Brno (1.NHL)                   | 32            | 22            | 31            | 53            |               |
| 1981–82 | Zetor Brno                           | 38            | 11            | 24            | 35            |               |
| 1982–83 | Zetor Brno                           | 40            | 10            | 45            | 55            |               |
| 1983–84 | Zetor Brno                           | 25            | 4             | 6             | 10            |               |
| 1984–85 | SC Riessersee (SRN)                  | 50            | 28            | 46            | 74            |               |
| 1985–86 | SC Riessersee (SRN)                  | 52            | 39            | 64            | 103           |               |
| 1986–87 | SC Riessersee (SRN)                  | 49            | 26            | 45            | 71            |               |
| 1987–88 | ZSC Lions (Švýcarsko)                |               |               |               |               |               |
| 1988–89 | SC Riessersee (SRN, 2. liga)         | 42            | 30            | 76            | 106           |               |
| 1989–90 | SC Riessersee (SRN, 2. liga)         | 46            | 21            | 67            | 88            |               |
| 1990–91 | EHC Straubing (SRN, regionální liga) | 34            | 47            | 66            | 113           |               |